# اورنسهاوزن
اورنسهاوزن (به آلمانی: Urnshausen) یک شهر در آلمان است که در وارتبورگکرایس واقع شده‌است. اورنسهاوزن ۷۸۱ نفر جمعیت دارد.